# 2017 en Libye
Chronologie de la Libye
- 2013
- 2014
- 2015
- 2016
- 2017
- 2018
- 2019
- 2020
- 2021

Cet article traite des événements qui se sont produits durant l'année 2017 en Libye ou qui concernent ce pays.

## Événements
- La vente de migrants noirs et l'esclavage en Libye est un phénomène remis en lumière en novembre 2017 par un reportage de CNN[1],[2] dont l'authenticité a pu être vérifiée[3].

- 2 février : signature d'un accord entre l'Italie et la Libye pour que cette dernière conserve les migrants sur son sol[4].
- 3 au 14 mars : Offensive du Croissant pétrolier, lors de la deuxième guerre civile libyenne, et est menée par les Brigades de défense de Benghazi, qui tentent en vain de prendre le contrôle du Croissant pétrolier à l'auto-proclamée Armée nationale libyenne (ANL) du maréchal Haftar.
- 18 mai : bataille de Birak, lors de la deuxième guerre civile libyenne.
- 30 décembre : achèvement de la bataille de Benghazi, lancée le 15 octobre 2014, lors de la Deuxième Guerre civile libyenne. Après plusieurs escarmouches au cours des années 2012, 2013 et 2014, l'« Armée nationale libyenne » (ANL) du gouvernement de Tobrouk, commandée par le général Khalifa Haftar, lance une offensive pour tenter de prendre le contrôle total de la ville de Benghazi, occupée en partie par divers groupes islamistes et djihadistes affiliés aux Conseil de la Choura des révolutionnaires de Benghazi et à l'État islamique. Au bout de près de trois années de combats, la ville passe entièrement sous le contrôle de l'ANL le 30 décembre 2017.